# جوزيف كوك
جوزيف كوك (بالإنجليزية: Joseph Cook) (7 ديسمبر 1860 - 30 يوليو 1947) هو سياسي أسترالي ورئيس الوزراء السادس. عمل في مناجم الفحم في سيلفرديل في شبابه ثم هاجر إلى ليثغو في أواخر عام 1880 وأصبح السكرتير العام لعمال مناجم الرابطة الغربية في عام 1887. 
وُلد كوك في سيلفرديل، ستافوردشاير، إنجلترا، وبدأ العمل مناجم الفحم المحلية بعمر التاسعة. هاجر إلى أستراليا في عام 1885، واستقر في ليثغو، نيوساوث ويلز. تابع العمل في المناجم، وأصبح منخرطًا في حركة العمال المحلية بصفة موظف نقابة. في عام 1891، انتُخب كوك ليكون ممثلًا عن حزب العمال في مجلس نيوساوث ويلز التشريعي، وليصبح بذلك واحدًا من أوائل أعضاء برلمانها. انتُخب رئيسًا للحزب في عام 1893، لكنه ترك الحزب في العام التالي بسبب خلاف حول الانضباط الحزبي. ثم دُعي ليكون وزيرًا في الحكومة في ظل جورج ريد، وانضم إلى حزب التجارة الحرة خاصة ريد.
في عام 1901، انتُخب كوك ليمثل دائرة باراماتا في برلمان أستراليا الجديد. صار نائبًا لرئيس حزب التجارة الحرة الفدرالي (سُمي لاحقًا بالحزب المناهض للاشتراكية)، في عهد جورج ريد أيضًا، وفي عام 1908 حل محل ريد بصفة رئيس الحزب ورئيس المعارضة. فيما عُرف لاحقًا باسم «الاتحاد»، وافق كوك على دمج حزبه بالحزب الحمائي خاصة ألفريد ديكين في عام 1909، مشكلًا حزبًا مناهضًا للعمال للمرة الأولى. صار نائب رئيس حزب الكومنولث اللبرالي الجديد، ما مكّن ديكين من تولّي منصب رئيس الوزراء مرة أخرى، وشغل منصب وزير الدفاع حتى هُزمت الحكومة في انتخابات عام 1910.
حل كوك محل ديكين بصفة رئيس اللبراليين في يناير من عام 1913، وفاز بعد بضعة أشهر بأغلبية مقعد واحد على حزب العمال بقيادة أندرو فيشر في انتخابات عام 1913. فشل حزبه بضمان أكثرية في مجلس الشيوخ، ما جعل الحكومة في وضع حرج، وأعدّ نتيجة ذلك أول انحلال مزدوج. نودي لانتخابات جديدة في سبتمبر من عام 1914، وخسر فيها اللبراليون أقليتهم؛ إذ أُعيد انتخاب فيشنر رئيسًا للوزراء. لم يكن كوك قادرًا على إنجاز هذا القدر من التشريعات في فترة توليه المنصب، لكنه أشرف على المراحل الأولى من مشاركة أستراليا في الحرب العالمية الأولى. وصار في أعقاب ذلك رئيسًا للمعارضة للمرة الثالثة.
في عام 1917، اشترك كوك في اتحاد حزبي ثان، دمج اللبراليين مع حزب العمال الوطني بقيادة بيلي هيوز مشكلًا الحزب الوطني. صار فعليًا نائب رئيس الوزراء في عهد هيوز، وشغل منصب وزير البحرية (1917 – 1920) وأمين الخزانة (1920 – 1921). كان مبعوثًا في مؤتمر باريس للسلام في عام 1919، حيث كان عضوًا في اللجنة التي قررت حدود تشيكوسلوفاكيا، وكان إلى جانب هيوز واحدًا من أستراليَّين وقعا معاهدة فرساي. بعد هجره السياسة، عمل كوك مندوبًا ساميًا إلى المملكة المتحدة من عام 1921 إلى 1927. توفيَ في عمر 86 وكان واحدًا من آخر الباقيين من البرلمان الفدرالي الأول.

## سنيه الأولى
وُلد كوك في السابع من ديسمبر عام 1860 في كوخ صغير في سيلفرديل، ستافوردشاير، إنجلترا. كان ثاني سبعة أطفال أنجبتهم مارغريت (فليتشر قبل الزواج) وويليام كوك. توفيت أخته الكبرى سارة في عام 1865، لكن عاشت أخواته الثلاث الصغريات وأخويه الصغيرين حتى بلغوا سن الرشد. انتقل والدا كوك إلى منزل بغرفتي نوم كل واحدة في طابق بعد ولادته بعدة أشهر، قبل أن يستقرا في نهاية المطاف في منزل ذو شرفة على شارع نيوكاسل. تشارك الأطفال غرفة واحدة وسريرين، ونادرًا ما كان بمقدور العائلة شراء اللحم. كان والد كوك مُعدّن فحم في ظل نظام الشراكة في حفرة هوليوود المجاورة. توفيَ في حادث تعدين في أبريل من عام 1873، ما أجبر ابنه الأكبر أن يكون مصدر دخل العائلة الرئيسي.
كان التعليم الرسمي الوحيد الذي تلقاه كوك في مدرسة ملحقة بكنيسة القديس لوقا الأنجليكية المحلية. ترك المدرسة وبدأ العمل في مناجم الفحم في عمر التاسعة، وكان أجره شلنًا واحدًا في اليوم مقابل عشر أو اثنتي عشر ساعة من العمل. كان يبدأ العمل في الرابعة صباحًا، وكانت مهامه الاعتناء بالخيول وتنظيف وتزييت معدات التعدين. بعد صدور مرسوم التعليم الأساسي لعام 1870، سُمح لكوك بالعودة إلى المدرسة حتى بلغ السن القانوني لترك الدراسة. ترك المدرسة مرة ثانية بعد وفاة والده وعاد إلى عمله السابق في منجم الفحم المحلي. مع ذلك، نتيجة لاهتمام مدرّسه، إلى جانب اهتمام والديه، زُرع فيه طموح قوي بصورة استثنائية لتحسين وضعه. صار هذا الطموح واحدًا من أبرز سماته، ظهر في البداية في دافع للتحسين الذاتي، ولاحقًا في حياته، في إصراره على النجاح في السياسة. خلال سني مراهقته، اعتنق الميثودية البدائية، وميّز تحوله بإسقاط حرف «إي» من اسم عائلته. في يوم 8 أغسطس من عام 1885، تزوج من ماري تيرنر في وولستانتون، ستانفوردشاير، وحظي الزوجان في النهاية بخمسة أبناء وثلاث بنات.
بعد الزواج بفترة وجيزة، هاجر الزوجان إلى نيوساوث ويلز واستقرا في ليثغو، منضمين بذلك إلى أخو زوجة كوك وعدد من المعدّنين السابقين من سيلفرديل. عمل كوك في مناجم الفحم حتى صار أمينًا عامًا لائتلاف المعدّنين الغربيين في عام 1887. في عام 1888، شارك في مظاهرات ضد الهجرة الصينية. كان نشطًا أيضًا في عصبة تأميم الأرض، التي استُلهمت من أفكار هنري جورج ودعمت التجارة الحرة بشدة، وكانت عضوًا مؤسسًا لحزب العمال في عام 1891.

## بداية حياته السياسية

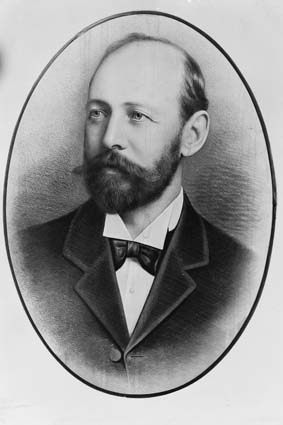
جوزيف كوك، أغسطس 1894

انتُخب كوك لمجلس نيوساوث ويلز التشريعي بصفة عضو في البرلمان لمقعد حقول الفحم في هارتلي في عام 1891، في انطلاقة حزب العمال الكبيرة الأولى في السياسات الأسترالية. كانت المرة الأولى التي يفوز حزب العمال فيها بمقعد في برلمان أستراليا.